# 李和 (德广郡公)

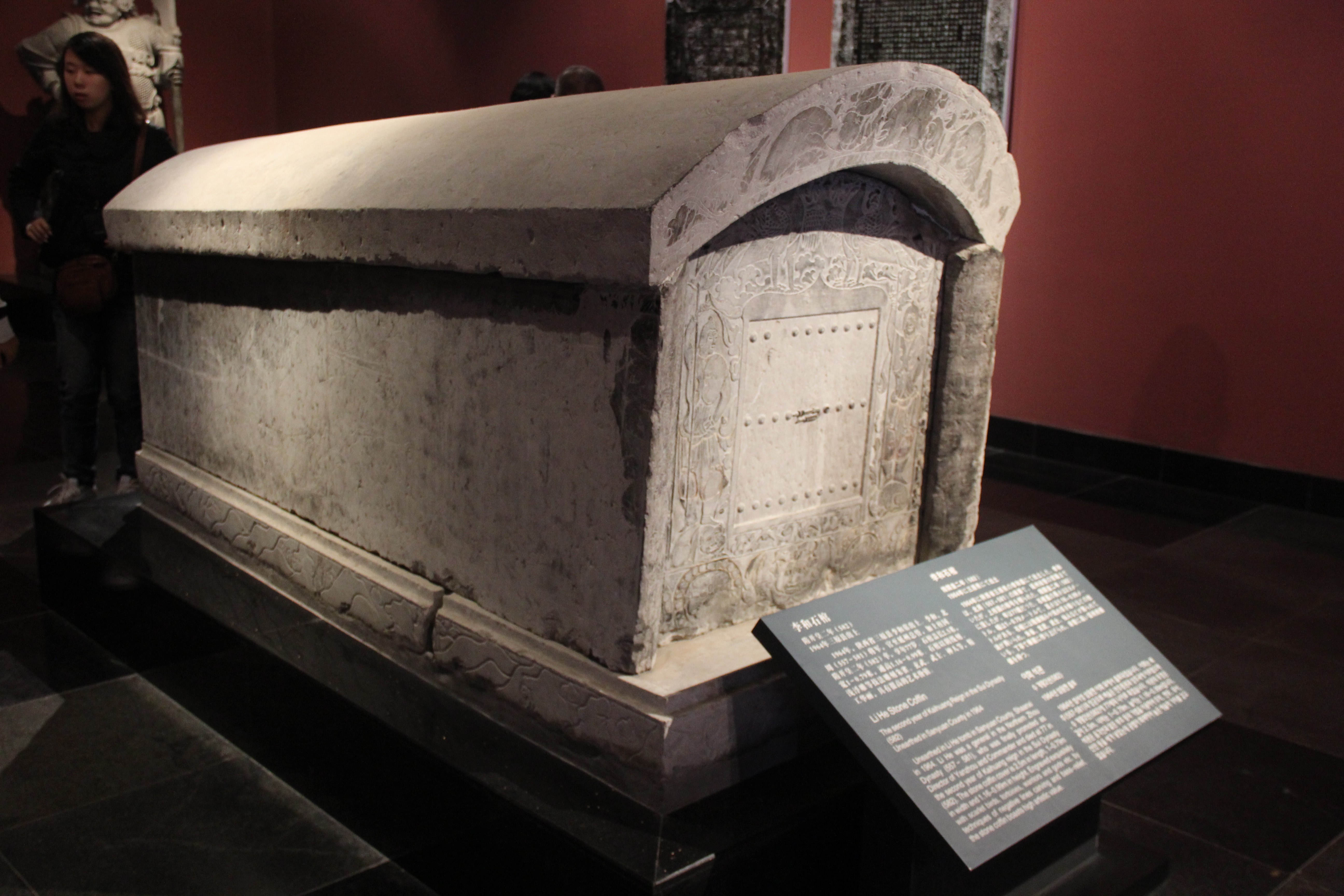
李和石棺，1964年陕西省三原县出土，西安碑林博物馆藏

李和（506年—582年5月22日），本名庆和，字庆穆，朔方郡岩绿县（今陕西省榆林市靖边县）人，北魏、西魏、北周、隋朝官员。

## 生平
李和自称是陇西李氏，家族后来迁徙到朔方郡岩绿县，父亲李僧养因为世代是英雄豪杰，善于统领，担任夏州酋长。
李和少年勇敢，有见识气度，相貌魁伟，受到州中推崇。北魏末年战乱蜂起，李和投身军旅，与夏州刺史源子邕一起起兵，因为军功受到魏孝明帝的称赞。中兴元年（531年），北魏宗室元树受到南梁的支持攻克了谯城，李和参与了对元树的远征，因功加安北将军、银青光禄大夫。不久，李和出任大都督，防守徐州。贺拔岳在关中镇守时，举荐李和担任账内都督。李和因为讨伐平定各路贼寇的功劳，逐渐升任征北将军、金紫光禄大夫。永熙（534年）三年，魏孝武帝西迁关中，李和参与护卫魏孝武帝，因功封新阳县开国伯，食邑五百户，出任持节、安北将军、帐内大都督。
大统初年（535年），李和参与弘农之战、河桥之战、沙苑之战，因功进爵为公，增加食邑五百户，外任汉阳郡太守，兼任城防大都督。李和的行政宽大不苛求，百姓称赞他。李和又屡次升任车骑将军、左光禄大夫、使持节、车骑大将军、仪同三司、骠骑大将军、开府仪同三司，获赐姓宇文氏，外任夏州诸军事、夏州刺史。宇文泰对将军们说：“宇文庆和的才智谋略异常高明，立身恭谨，屡经委任，每次都让我称心如意。”于是赐名为“意”。北周元年（557年），李和增加食邑一千户，改封阐熙郡公。保定二年（562年），李和回朝出任司宪中大夫，改封义城郡公，出任洛州诸军事、洛州刺史。李和之前治理夏州，留给百姓不少恩惠，等到这次外任，商洛地区的父老无不对他的美好声誉充满向往。李和到了洛州，以爱心和宽容教化百姓，诉讼案件大为减少，又改封德广郡公。天和二年（567年），李和率领洛迁金上四州的士兵，向秭归、信陵二城运送军粮。当时信州蛮的酋长向武陵、向天王等人仗着险要的地形成为百姓祸害。李和与硖州刺史赵煚夹击向天王，将他们击败，其余信州蛮相继投降。返回后，李和在天和三年（568年）加大将军、使持节如故，又外任延绥丹三州、武安伏夷安民三防诸军事、延州刺史。天和六年十一月壬子（571年12月10日），李和进位柱国。建德元年（672年），李和改延绥银四州、大宁安民姚襄招远平独朔方武安金明洛阳原启沦十防诸军事、延州刺史。建德四年二月己酉（575年3月21日），李和因为犯罪被免职，不久恢复柱国之位。建德六年（577年），稽胡再度发动叛乱，周武帝因为李和对稽胡比较熟悉的缘故，派遣李和率领三万士兵讨伐稽胡，将他们平定。不久李和外任荆淅淮湖纯蒙礼广殷霍郑豫溱十三州诸军事、荆州总管。
隋朝开皇元年（581年），李和再度出任延州总管，加上柱国。李和立身刚强朴直，老了更加刚烈，儿子们有事请示，就如同侍奉严厉的君主。因为意是宇文泰所赐的名字，现在王朝已经更改，而庆和是父亲所命名的，意义不可违背，到此李和就以和为名。  开皇二年四月十五日（582年5月22日），李和在家中去世，虚岁七十七，隋文帝诏令赠予本官，加使持节、司徒公、徐兖邳沂海泗六州诸军事、徐州刺史，谥号肃，开皇二年岁次壬寅十二月辛未朔廿六日丙申（583年1月25日）葬于冯翊郡华池县（今陕西省三原县）万寿原。儿子李彻继承爵位。

## 民族
北京大学历史系教授罗新和叶炜认为，李和墓志中记载李和之父“累世雄豪，善于通御，为夏州酋长”以及李和与源子邕“率士马并为夏州募义之民”看，李和家族可能是夏州本地豪强，极可能属于稽胡。丹延绥银四州一带，是稽胡的主要分布区，派李和管理这一带，或许与其家族为稽胡且“累世雄豪”有关。

## 家庭

### 祖父
- 李俨，北魏大将军、秦河涼三州牧、河南王[1]

### 父亲
- 李辩，北魏镇西大将军、河州刺史、陇西公[1]

### 子女
- 李彻，隋朝柱国、云州刺史、城阳郡公
- 李氏，嫁北周骠骑大将军、开府仪同三司、龙州刺史、襄城县公杨盛[14]

## 延伸阅读
[在维基数据编辑]
 《周書·卷29》，出自令狐德棻《周書》
 在维基共享资源阅览影像